# Cuadratura de la lúnula

La luna de Hipócrates es el área superior sombreada. Es la misma área que la del triángulo inferior sombreado.

La cuadratura de la lúnula se debe al matemático griego Hipócrates de Quíos, nacido en la isla de Quíos. No debe ser confundido con Hipócrates de Cos, el padre de la medicina griega y precursor del juramento hipocrático, nacido en la Isla de Cos, cerca de Quíos.
Su cuadratura de la lúnula es un caso especial de lúnula, formada por dos círculos, el diámetro de uno de los cuales es uno de los lados del cuadrado inscrito en el primero de ellos. Tal y como demostró, el área de la lúnula es la cuarta parte del cuadrado inscrito, que corresponde a un triángulo. La cuadratura del triángulo ya era conocida, con lo que cuadrar la lúnula (es decir, mediante regla y compás) era posible.

## Las lúnulas de Alhacén

Las lúnulas de Alhacén. Las dos lunas de color azul suman un área igual a la del triángulo de color verde de la derecha.

El problema también fue abordado por el matemático árabe Alhacén (945-1040), que hizo una formulación similar del problema, en el que intervienen dos lúnulas.
Las dos lunas formadas a partir de un triángulo rectángulo erigiendo un semicírculo en cada uno de los lados del triángulo, hacia el interior de la hipotenusa y hacia afuera de los otros dos lados, son conocidas como las lunas de Alhacén; tienen la misma área total que el propio triángulo.